# Gymnopternus ohioensis
Gymnopternus ohioensis är en tvåvingeart som beskrevs av Robinson 1964. Gymnopternus ohioensis ingår i släktet Gymnopternus och familjen styltflugor.
Artens utbredningsområde är Ohio. Inga underarter finns listade i Catalogue of Life.